# Singles 90/98
Singles 90/98 è la prima raccolta del gruppo musicale britannico Massive Attack, pubblicata il 7 dicembre 1998 dalla Virgin Records.

## Descrizione
Si tratta di un cofanetto che racchiude dieci CD contenente tutti singoli realizzati dal gruppo tra il 1990 e il 1998, con l'aggiunta di quello per Hymn of the Big Wheel, brano tratto da Blue Lines.

## Tracce
CD 1
1. Daydreaming (Album Version) – 4:12
2. Daydreaming (Luv It Mix) – 5:26
3. Daydreaming (Brixton Bass Mix) – 5:22
4. Daydreaming (Luv It Dub) – 5:25
5. Any Love (2) – 4:16

CD 2
1. Unfinished Sympathy (Original) – 5:14
2. Unfinished Sympathy (Nellee Hooper 7" Mix) – 4:33
3. Unfinished Sympathy (Nellee Hooper 12" Mix) – 5:49
4. Unfinished Sympathy (Perfecto Mix) – 5:17
5. Unfinished Sympathy (Instrumental) – 4:08

CD 3
1. Safe from Harm (Original) – 5:18
2. Safe from Harm (7" Version) – 4:26
3. Safe from Harm (12" Version) – 6:55
4. Safe from Harm (Perfecto Mix) – 8:13
5. Safe from Harm (Just a Groove Dub) – 3:15
6. Safe from Harm (Just a Dub) – 3:13

CD 4
1. Hymn of the Big Wheel (Original) – 6:36
2. Hymn of the Big Wheel (Nellee Hooper Mix) – 5:52
3. Home of the Whale – 4:08
4. Be Thankful for What You've Got (Perfecto Mix) – 6:17
5. Any Love (Larry Heard Mix) – 4:27

CD 5
1. Sly (Album Version) – 5:26
2. Sly (7" Edit) – 4:11
3. Sly (7 Stones Mix) – 5:58
4. Sly (Underdog Mix) – 5:19
5. Sly (Underdog Double Bass & Accapella) – 3:37
6. Sly (Cosmic Dub) – 5:26
7. Sly (Eternal Feedback Dub) – 6:25

CD 6
1. Protection (Album Version) – 7:51
2. Protection (7" Edit) – 4:53
3. Protection (Underdog's Angel Dust Mix) – 7:35
4. Protection (Radiation for the Nation) – 8:33
5. Protection (The Eno Mix) – 9:10
6. Protection (J Sw!ft Mix) – 7:13

CD 7
1. Karmacoma (Album Version) – 5:17
2. Karmacoma (Portishead Experience) – 3:58
3. Karmacoma (Napoli Trip) – 6:04
4. Karmacoma (U.N.K.L.E. Situation) – 5:37
5. Karmacoma (Bumper Ball Dub) – 5:57
6. Karmacoma (Ventom Dub Special) – 6:04
7. Blacksmith/Daydreaming – 5:23

CD 8
1. Risingson (Album Version) – 4:59
2. Superpredators – 5:46
3. Risingson (Underdog Mix) – 6:05
4. Risingson (Otherside) – 5:43
5. Risingson (Underworld Mix) – 8:40

CD 9
1. Teardrop (LP Version) – 5:29
2. Teardrop (Scream Team Remix) – 6:44
3. Teardrop (Mad Professor Mazaruni Vocal Mix) – 6:06
4. Teardrop (Mad Professor Mazaruni Instrumental) – 6:23
5. Euro Zero Zero – 4:24

CD 10
1. Angel (Album Version) – 6:19
2. Angel (Radio Edit) – 5:24
3. Angel (Blur Remix) – 6:21
4. Angel (Mad Professor Remix) – 6:15
5. Group Four (Mad Professor Remix) – 7:51

CD 11
1. Inertia Creeps (Album Version) – 5:32
2. Inertia Creeps (Radio Edit) – 4:09
3. Inertia Creeps (Manic Street Preachers Version) – 5:02
4. Inertia Creeps (State of Bengal Mix) – 6:23
5. Inertia Creeps (Alpha Mix) – 5:54
6. Back/Shecomes – 6:07
7. Reflection – 4:52